# Courbet (1994)
Courbet (F 712) – francuska fregata rakietowa typu La Fayette wchodząca w skład Marynarki Wojennej Francji. Swoją nazwę okręt otrzymał na cześć XIX-wiecznego admirała, Amédée Courbeta. 
Fregata została zwodowana w 1994 roku, a 1 kwietnia 1997 roku oficjalnie weszła w skład marynarki. Okręt brał udział w wielu operacjach morskich m.in. w operacji Baliste przeprowadzonej w 2006 roku w czasie trwania wojny w Libanie.
16 września 2008 roku okręt uczestniczył w odbiciu przez francuskich komandosów jachtu, „Carré d'As IV” porwanego przez piratów somalijskich.
Główną bazą domową okrętu jest śródziemnomorski port Tulon na południu Francji. 

## Uzbrojenie
Okręt jest uzbrojony w wyrzutnie pocisków przeciwlotniczych Crotale oraz przeciwokrętowych Exocet. Oprócz tego fregata jest wyposażona w działo kalibru 100 mm oraz dwa działka kalibru 20 mm. Wsparcie lotnicze zapewnia jeden śmigłowiec.

## Galeria

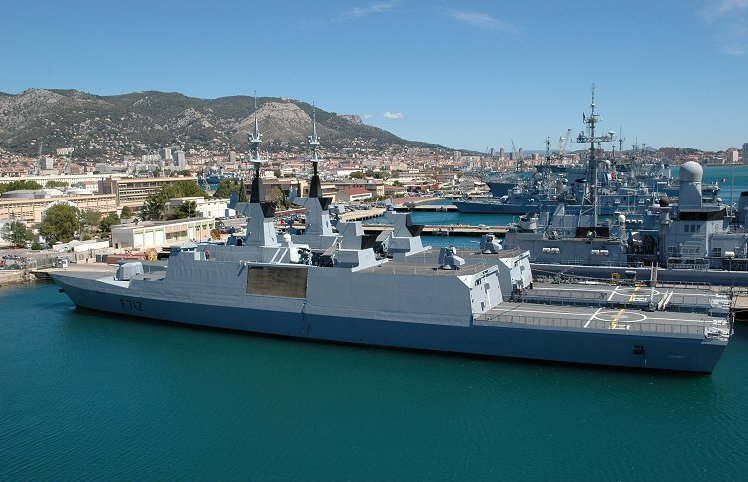
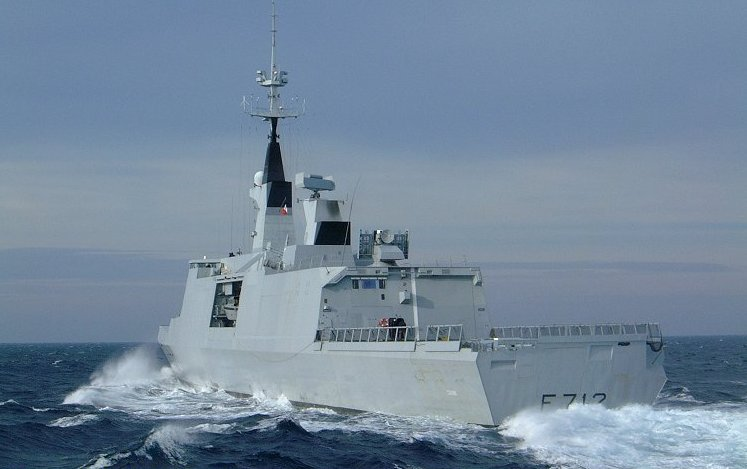
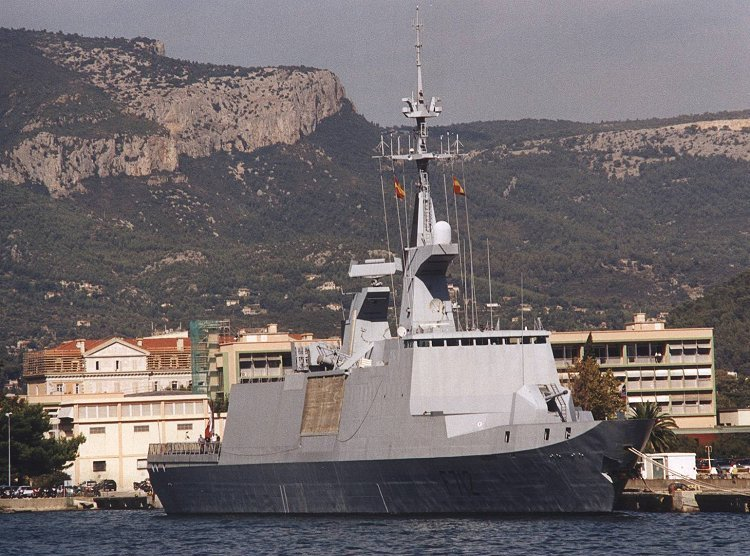
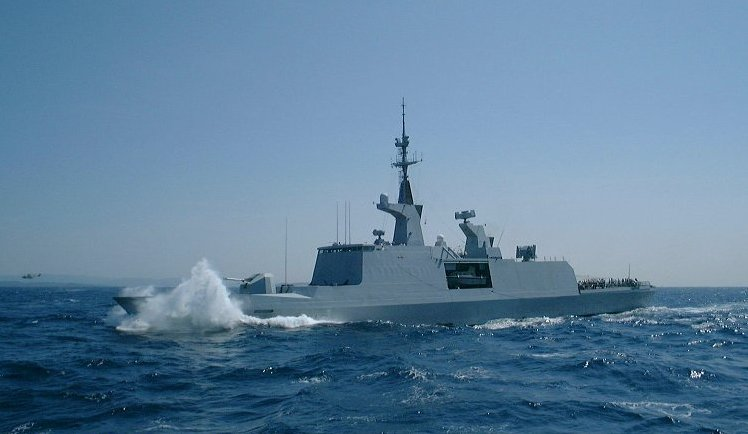